# Фергюсон, Нильс
Нильс Т. Фергюсон (р. 10 декабря 1965, Эйндховен) — нидерландский криптограф и консультант, сотрудник компании Microsoft. Работает в области проектирования криптографических алгоритмов, тестированием алгоритмов и протоколов. Автор статей и книг по криптографии.
В 1999 году Нильс Фергюсон вместе с Брюсом Шнайером и Джоном Келси разработал алгоритм генератора случайных чисел — алгоритм Ярроу, который в дальнейшем был развит вместе с Брюсом Шнайером в более совершенный алгоритм Fortuna.
В 2001 году заявил, что система защиты HD DVD и Blu-Ray дисков сломана, но не опубликовал свое исследование, ссылаясь на Digital Millennium Copyright Act 1998 года, который признает такие публикации незаконными.